# 伊夫-約瑟夫·德·凱爾蓋朗-特雷馬雷克
伊夫-約瑟夫·德·凱爾蓋朗-特雷馬雷克（法語：Yves-Joseph de Kerguelen-Trémarec，1734年2月13日—1797年3月3日）是法國布列塔尼探險家及法國海軍官員。

## 生平
凱爾蓋朗生於法國菲尼斯泰尔省朗迪达勒。在七年戰爭期間，凱爾蓋朗以私掠者的身份在海上從事活動，但沒有取得多少成功。

## 羅科爾

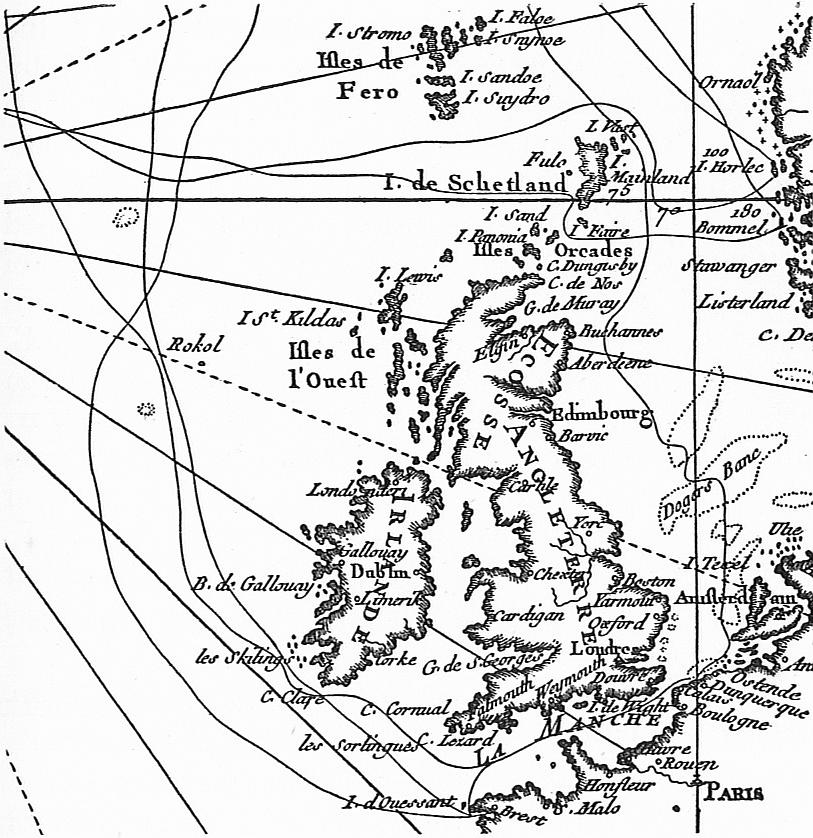
1771年，羅科爾地區

1767年，他在羅科爾附近航行。儘管他可能沒有直接目視到該島，仍取得了些有用的資訊。凱爾蓋朗所繪製的該島位置僅偏離其正確位置以北6英里，他描述該島在海倫礁附近。1771年，他出版了一本該地區的地圖。

## 發現凱爾蓋朗群島
1772年，他航向南極尋找預言所描述的未知的南方大陸，而發現了凱爾蓋朗群島，並為法國帶來許多海外領土。這趟航程中，凱爾蓋朗與自然學家讓·紀堯姆·布魯蓋爾隨同前往。
在寫給國王路易十五的報告中，凱爾蓋朗高估了這座荒島的重要性，所以又指揮了第二次的遠征行動前往該島。當時，該島荒涼又無重要性，也不是未知的南方大陸的一部份。在他回國後，因而受到監禁。
在法國大革命期間，凱爾蓋朗被視為法國舊制度中的一名受害者，而恢復他的地位與名譽，後參與格魯瓦戰役。1797年，海軍少將兼布雷斯特港指揮官的凱爾蓋朗過世。